# دیوید یاست
دیوید یاست (انگلیسی: David Yost؛ زادهٔ ۷ ژانویهٔ ۱۹۶۹) هنرپیشه و تهیه‌کننده اهل کشور ایالات متحده آمریکا است.